# Georges Trombert
Georges Auguste Ernest Trombert (født 10. august 1874 i Genève, død 27. februar 1949 i Lyon) var en fransk fægter, som deltog i OL 1920 i Antwerpen.

## Fægtekarriere
Trombert var fransk mester i kårde i 1911.
Ved OL 1920 stillede han op i alle tre våbentyper, både individuelt og på hold. Han fik medaljer i alle tre holdkonkurrencer. Først deltog han på det franske hold i fleuret, som kvalificerede sig til finalen. Her mødte de Italien, USA, Danmark og Storbritannien. Trombert medvirkede i denne turnering kun i én match, den mod Danmark. Frankrig tabte blot matchen mod Italien, som fik guld, mens Frankrig fik sølv og USA bronze. Ud over Trombert bestod hans hold af Lionel de Castellane-Majastres, Gaston Amson, Philippe Cattiau, Roger Ducret, André Labatut og Lucien Gaudin. I kårdeholdkonkurrencen vandt Frankrig (uden Trombert) deres indledende pulje, og i finalen tabte holdet til Italien, der også her vandt guld, samt Belgien, der vandt sølv, men vandt de tre øvrige matcher og vandt dermed bronze. Trombert medvirkede i én af matcherne, mens resten af hans hold bestod af Armand Massard, Alexandre Lippmann, Gustave Buchard, Georges Casanova, Louis Moreau og Gaston Amson. I sabelholdkonkurrencen stillede blot otte nationer op, og der blev kun afholdt én runde. Her var Italien igen bedst og vandt deres første seks matcher, hvorved de var sikret guldet. Frankrig tabte til Italien, men vandt derpå deres fem næste kampe og var derpå sikret sølvet, og på samme måde vandt hollænderne bronze med sejre i fire matcher. På det franske hold deltog ud over Trombert også Jean Margraff, Marc Perrodon og Henri de Saint Germain. I den individuelle fleuretkonkurrence blev Trombert nummer ti, i kårde nåede han semifinalen og i sabel opgav han undervejs.
Trombert var også med på det franske sabelhold ved OL 1924 i Paris, men kom ikke i kamp.

## Øvrige karriere
Trombert deltog for Frankrig i første verdenskrig og udmærkede sig, så han i 1923 blev udnævnt til ridder af Æreslegionen.
Civilt arbejdede han i flere forskellige brancher. Han var blandt andet sælger, ingeniør, publicist, radiovært samt forfatter af flere spændingsromaner, ofte under en række pseudonymer.